# Blue Springs (Alabama)
Blue Springs è un paese dell'Alabama, situato nella Contea di Barbour. La popolazione al censimento del 2000 era di 121 abitanti.

## Geografia fisica
Blue Springs è situata a 31°39'51.588" N, 85°29'45.308" O. L'U.S. Census Bureau certifica che il paese occupa un'area totale di 7,50 km², interamente composti da terra.

## Società

### Evoluzione demografica
Al censimento del 2000, risultano 121 abitanti, 49 nuclei familiari e 36 famiglie residenti nel paese. La densità della popolazione è di 16,13 ab./km². Ci sono 54 alloggi con una densità di 7,20/km². La composizione etnica della città è 99,17% bianchi e 0,83% neri o afroamericani.
Dei 49 nuclei familiari, il 28,60% ha figli di età inferiore ai 18 anni che vivono in casa, il 67,30% sono coppie sposate che vivono assieme, il 6,10% è composto da donne con marito assente, e il 24,50% sono non-famiglie. Il 20,40% di tutti i nuclei familiari è composto da singoli e il 10,20% da singoli con più di 65 anni di età. La dimensione media di un nucleo familiare è di 2,47 mentre la dimensione media di una famiglia è di 2,84.
La suddivisione della popolazione per fasce d'età è la seguente: 22,30% sotto i 18 anni, 7,40% dai 18 ai 24, 28,10% dai 25 ai 44, 31,40% dai 45 ai 64, e 10,70% oltre i 65 anni. L'età media è 39 anni. Per ogni 100 donne ci sono 95,20 uomini. Per ogni 100 donne sopra i 18 anni ci sono 95,80 uomini.
Il reddito medio di un nucleo familiare è di 38.000$, mentre per le famiglie è di 38.250$. Gli uomini hanno un reddito medio di 27.000$ contro i 21.500$ delle donne. Il reddito pro capite del paese è di 17.224$. Il 4,30% della popolazione e il 6,50% delle famiglie è sotto la soglia di povertà. Sul totale della popolazione, il 33,30% di chi ha più di 65 anni vive sotto la soglia di povertà.